# Snowy Mountains Scheme

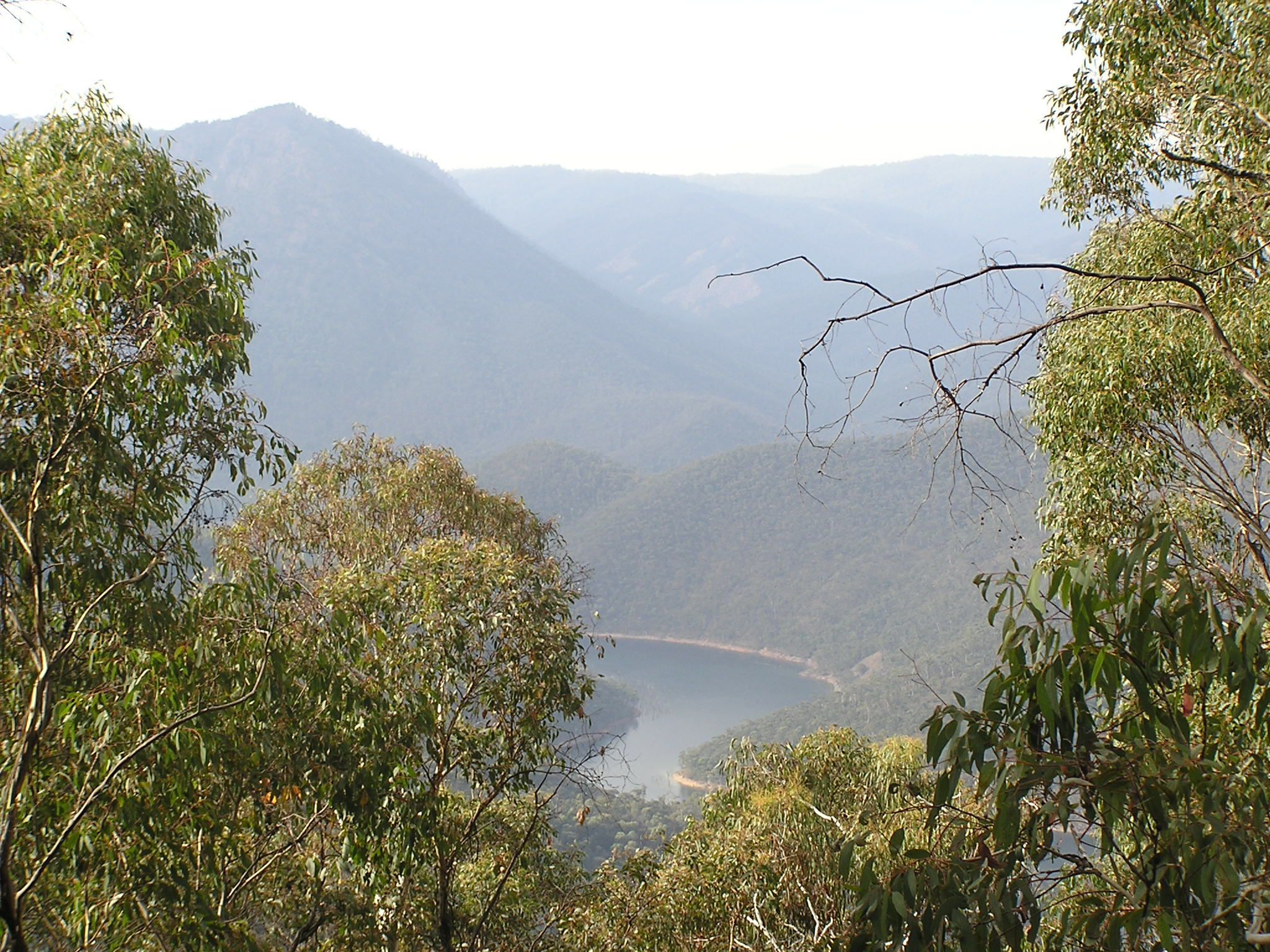
Talbingodammen.

Snow Mountains Scheme är ett stort vattenkraft- och konstbevattningskomplex i sydöstra Australien. Vattnet från Snowy River, och dess biflod Eucumbene, däms upp på hög höjd och avleds genom två tunnelsystem genom Snowy Mountains mot inlandet till Murray River och Murrumbidgee River. Vattnet faller totalt 800 meter och färdas genom två stora vattenkraftstationer vilka genererar toppbelastningsström till Australian Capital Territory, New South Wales och Victoria.
Projektet, som färdigställdes 1974 sedan konstruktion pågått under 25 år, är det största tekniska projektet som någonsin utförts i Australien. Projektets slutförande ses som ett avgörande ögonblick i Australiens historia och det färdigställda komplexet anses vara en symbol för Australiens identitet som ett oberoende, mångkulturellt och rådigt land.